# Trinitroazetidin
1,3,3-Trinitroazetidin (TNAZ) ist eine energetische heterocyclische Verbindung, die wegen ihres niedrigen Schmelzpunktes (101 °C) und ihrer guten Temperaturbeständigkeit (bis 240 °C) als möglicher Ersatz für TNT betrachtet wird. 

## Gewinnung und Darstellung
In einer ersten Stufe wird durch die Umsetzung von Epichlorhydrin mit tert-Butylamin das 1-tert.-Butyl-3-azetidinol gewonnen, welches durch stufenweise Nitrierung zum 1,3,3-Trinitroazetidin umgesetzt wird. Die Ausbeute ist bei dieser Umsetzung eher gering. Eine alternative Synthese geht vom 3-Amino-1,2-propandiol aus, welches nach Einführung von p-Toluolsolfonyl- und tert.-Butyldimethylsilylschutzgruppen mittels Lithiumhydrid zum entsprechenden Azetidinderivat zyklisiert wird. Die Zwischenverbindung wird nach einer Oxidation mit Chromtrioxid und Umsetzung mit Hydroxylamin zu einer Oximzwischenstufe umgesetzt, die dann oxidativ mit Salpetersäure zur Trinitrozielverbindung nitriert wird.

## Eigenschaften
1,3,3-Trinitroazetidin bildet hellgelbe Kristalle mit einem Schmelzpunkt von 101 °C. Die Verbindung kristallisiert in einem orthorhombischen Gitter mit der Raumgruppe Pbca. Die Thermolyse ergibt ab 240 °C die Zersetzungsprodukte Stickstoffdioxid, Stickstoffmonoxid, Salpetrige Säure, Kohlendioxid und Formaldehyd.
Als Explosionskenndaten sind die Explosionswärme mit 6343 kJ·kg−1, die spezifische Energie mit 1378 kJ·kg−1, die Detonationsgeschwindigkeit mit 9000 m·s−1 und der Detonationsdruck mit 36,4 GPa bekannt. Die Verbindung ist schlag- und reibempfindlich.

## Verwendung
Experimentelle energetische Verbindung zur Herstellung von hochbrisanten gießbaren Sprengstoffen. Mit seinen Leistungsdaten liegt es zwischen Hexogen und Oktogen. Der Stoff ist aber wesentlich unempfindlicher als diese.